# أنتوني لي
أنتوني لي (29 سبتمبر 1962 في المملكة المتحدة - ) (بالإنجليزية: Antony Lea)‏ هو لاعب كريكت بريطاني. لعب مع Herefordshire County Cricket Club ‏ ونادي مقاطعة ستافوردشاير للكريكت ‏ ونادي جامعة كامبريدج للكريكيت ‏.

## وصلات خارجية
- أنتوني لي على موقع إي آس بي آن كريك إنفو (الإنجليزية)